# Minorca (kip)

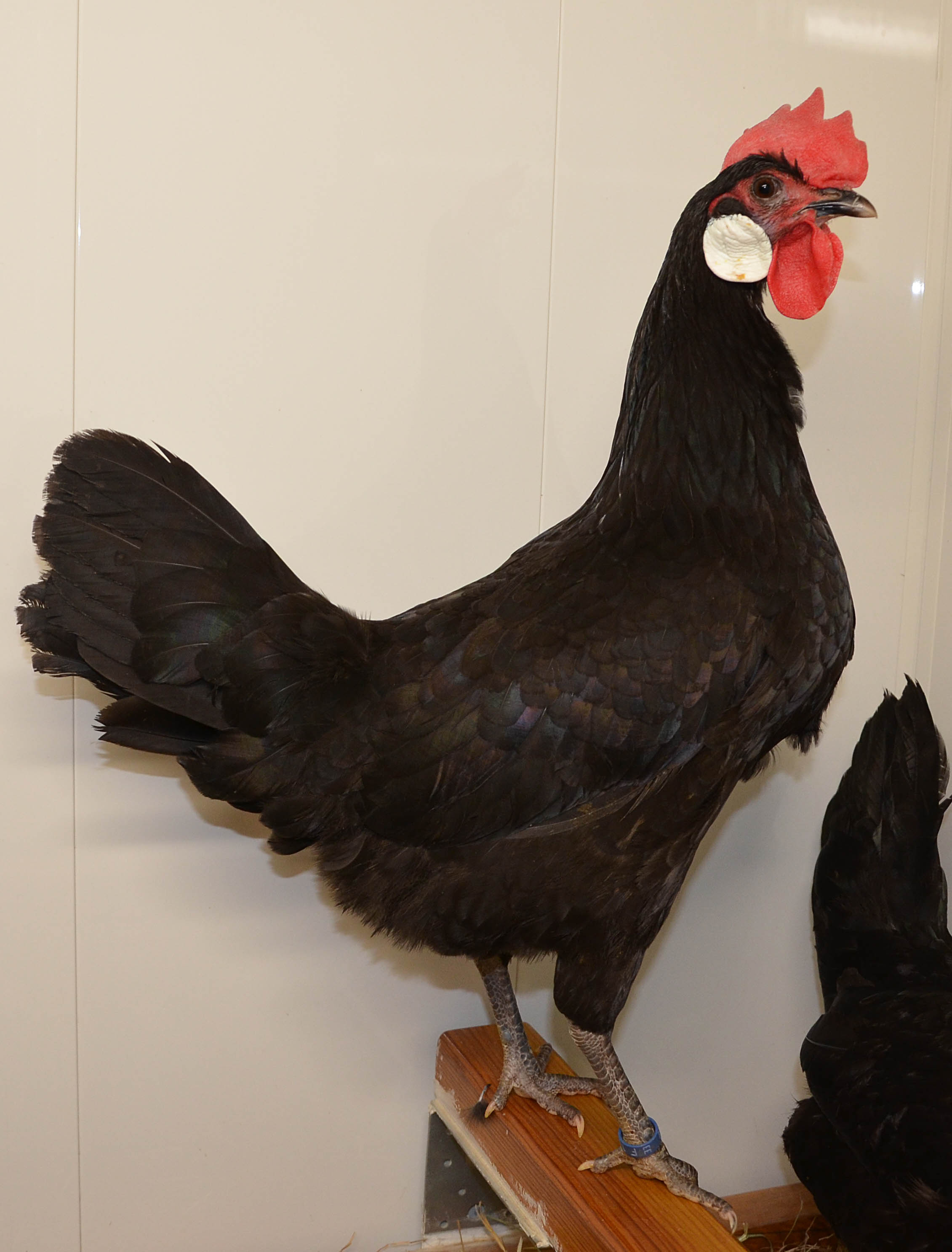
Minorca

Minorca is een kippenras dat in de achttiende eeuw, tijdens de Engelse bezetting van het Spaanse eiland Menorca, ontwikkeld werd tot de huidige legkip. Het ras is veel ouder en stamt af van het Castiliaanse hoen.
Het is een slanke, langgerekte kip met witte oorlellen. Naast een zwarte variant met zwarte poten bestaat er ook een witte met gele poten. De enkele kam valt bij de hen naar opzij. Ook is er een variant met rozenkam. Het ras geldt als temperamentvol en vroegrijp.
De haan weegt 3,5 tot 4 kg en de hen legt witte eieren. De Minorca-kip is voorouder van de Engelse Witte Leghorn en de Orpington.